# Пеккала, Вильхо
Вильхо Фердинанд Пеккала (фин. Vilho Ferdinand Pekkala; 3 апреля 1898 — 20 октября 1974) — финский борец вольного стиля, призёр Олимпийских игр.
Вильхо Пеккала родился в 1898 году в Котке. В 1924 году на Олимпийских играх в Париже он стал обладателем бронзовой медали. В 1928 году Вильхо Пеккала выиграл чемпионат Финляндии, но на Олимпийских играх в Амстердаме стал лишь 7-м.